# Angelsberg
Angelsberg (en luxemburguès: Angelsbierg; en alemany: Angelsberg) és una vila de la comuna de Fischbach situada al districte de Luxemburg del cantó de Mersch. Està a uns 16 km de distància de la ciutat de Luxemburg.